# سباستین بنیش
سباستین بنیش (لهستانی: Sebastian Boenisch؛ زادهٔ ۱ فوریهٔ ۱۹۸۷) بازیکن فوتبال اهل لهستان است.
وی سابقه ۱۴ بازی برای تیم ملی فوتبال لهستان در کارنامه دارد، همچنین پست تخصصی او، دفاع است.